# 長田勝
長田 勝（ながた まさる、1984年8月18日 - ）は、兵庫県神戸市出身の元プロ野球選手（捕手）。2007年の登録名は勝（まさる）。
現在は、広島東洋カープでブルペン捕手を務めている。

## 来歴・人物
神港学園神港高等学校時代は通算53本塁打を記録。2002年のドラフト6巡目でオリックス・ブルーウェーブに入団。
2004年末の球団合併・選手分配ドラフトを経て、2005年からはオリックス・バファローズに移籍。
2007年に同姓の長田昌浩が移籍してきたため、登録名を「勝」に変更した。同年10月4日に戦力外通告を受け、11月30日付で自由契約が公示された。
前述の戦力外通告の後トライアウトを受験したところ、広島東洋カープからブルペン捕手としての獲得を打診され以降カープでブルペン捕手を務める。
2018年放送の球辞苑のブルペン捕手特集に出演。ブルペン捕手になった経緯や、仕事内容、「ピッチャーの良し悪しを的確に伝える」など心構えなどを語った。
2023年に開催されたワールド・ベースボール・クラシック（WBC）にブルペン捕手として参加した。

## 詳細情報

### 年度別打撃成績
- 一軍公式戦出場なし

### 背番号
- 67 （2003年 - 2004年）
- 97 （2005年）
- 62 （2006年 - 2007年）
- 112 （2008年 - ）※ブルペン捕手

### 登録名
- 長田 勝 （ながた まさる、2003年 - 2006年）
- 勝 （まさる、2007年）

### 出演
- 球辞苑　2018年1月26日放送回